# Берингова чайка
Берингова чайка (Larus glaucescens) е вид птица от семейство Laridae.

## Разпространение и местообитание
Разпространен е в Канада, Мексико, Русия, САЩ и Япония.